# Горан Касум
Горан Касум (Битољ, 22. јун 1966) је бивши српски рвач у грчко-римским стилом. Освајач је медаља на Светским и Европским првенствима и троструки учесник Олимпијских игара.
Деби на Олимпијским играма Касум је имао као двадесетдвогодишњак у Сеулу 1988 под заставом СФРЈ када је заузео пето место. Као независни учесник такмичио се у Барселони 1992. и освојио је шесто место. У Атланти 1996. представљао је Савезну Републику Југославију и зуаузео 18. место.
На Светским првенствима освојио је две бронзане медаље, 1990. у Италији и 1991. у Бугарској. Шампион Медитеранских игара био је 1991. у Атини, а на Европском првенству у Данској 1992. освојио је бронзну медаљу.
Председник је Рвачког савеза Београда. Његов син Петар је ватерполиста и млади репрезентативац Србије.